# نايجل ساول
نايجل ساول (بالإنجليزية: Nigel Saul)‏ هو مؤرخ بريطاني، ولد في 1952.